# فيروسات طيعة
الفيروسات الطيعة (بالإنجليزية: Flexiviridae)‏ هي فصيلة جديدة من الفيروسات تم إضافتها في تصنيف الفيروسات لسنة 2004، لكن منذ تصنيف 2009 تم تقسيمها إلى ثلاث فصائل جديدة فيروسات طيعة ألفا، فيروسات طيعة بيتا وفيروسات طيعة جاما وهي بدورها (الثلاث فصائل الجديدة) تم إدراجها في رتبة الفيروسات اللفتية من قبل اللجنة الدولية لتصنيف الفيروسات اعتماداً على علم الوراثة العرقي الجزيئي للبروتينات (الرنا بوليميراز والقفيصة). هذه الفيروسات اٍيجابية ذات الرنا أحادي السلسلة وبذلك فهي ضمن المجموعة IV في تصنيف بلتيمور، هذه الفيروسات خيطية وسمية طيعة لكونها مرنة للغاية. أعضاء هذه الفصائل تنتقل بسهولة ميكانيكيا ولها نواقل أخرى.
تميل الأنواع لتكون محصورة في مضيف نباتي واحد وتفضل الكثير منها المضيف الخشبي، لكن عرفت مجموعة متنوعة من المضيفات مغطاة البذور للفيروسات الطيعة. من المعروف أن المجاميع الفيروسية تتشكل في هيولى الخلية النباتية.

## وصلات خارجية
- نطاق فيروسي الفيروسات الطيعة